# Ligneyrac
Ligneyrac is een gemeente in het Franse departement Corrèze (regio Nouvelle-Aquitaine) en telt 283 inwoners (1999). De plaats maakt deel uit van het arrondissement Brive-la-Gaillarde.

## Geografie
De oppervlakte van Ligneyrac bedraagt 8,4 km², de bevolkingsdichtheid is 33,7 inwoners per km².
De onderstaande kaart toont de ligging van Ligneyrac met de belangrijkste infrastructuur en aangrenzende gemeenten.

## Demografie
Onderstaande figuur toont het verloop van het inwonertal (bron: INSEE-tellingen).